# Christian Walgram
Christian Walgram (* 4. listopadu 1981) je rakouský fotograf a pracuje pro sportovní fotoagenturu GEPA pictures.

## Životopis
Christian Walgram získal první cenu v kategorii sportovní fotografie na World Press Photo Awards 2016. Je to poprvé, co prestižní ocenění získal Rakušan. Na svých fotografiích zachytil pád českého lyžaře Ondřeje Banka během mistrovství světa v alpském lyžování v Beaver Creeku 8. února 2015.